# 教育ソフトウェア
教育ソフトウェア（きょういくソフトウェア、英: educational software）は、教育と学習に関するソフトウェアである。

## 歴史

### 1940年代から1970年代
教育や訓練用途にコンピュータを利用することは1940年代初め、アメリカ合衆国でアナログコンピュータを使ったフライトシミュレータの研究が行われたのが最初である。その種のシステムの1つとして、1943年に制作された type19 synthetic radar trainer がある。以来1970年代中ごろまで、教育ソフトウェアはそれが動作するハードウェア（通常メインフレーム）と密接に関連していた。このころの先駆的事例として、イリノイ大学の開発したPLATO（1960年）やTICCIT（1969年）がある。1963年、IBMはスタンフォード大学の Institute for Mathematical Studies in the Social Sciences (IMSSS) と共同プロジェクトを開始した。哲学者 Partick Suppes の指揮の下、カリフォルニア州とミシシッピ州の多数の小学校向けにCAIの総合カリキュラムを開発するというプロジェクトである。1967年、IBMと共同開発した教材や機器を学校に販売するために Computer Curriculum Corporation（CCC、現在のピアソンの一部）が創設された。初期の教育システム用端末は1万ドル以上の価格であり、ほとんど売れなかった。このころ登場した一部の言語、特にBASIC（1963年）やLOGO（1967年）は教育向けとされ、コンピュータやプログラミングそのもの教育に使われた。1972年にリリースされた PLATO IV システムには、後にホビーパソコン向けに制作された教育ソフトウェアの標準となった機能を多数備えていた。ビットマップ・グラフィックスを備え、簡単な音声を発生でき、タッチパネルなどのキーボード以外の入力機器をサポートしていた。

### 1970年代から1980年代
1975年、Altair 8800 の登場と共にパーソナルコンピュータの時代となり、教育ソフトウェアのあり方も大きく変化していった。それ以前はメインフレームをタイムシェアリングで使用することから、メインフレームを所有する機関に依存していたのに対して、パーソナルコンピュータ登場以後は2000ドル以下でコンピュータが購入できるようになり、家庭や学校でソフトウェアを作成/利用できるようになった。1980年代初めになると、Commodore PET や Apple II といったパーソナルコンピュータが利用できるようになり、教育ソフトウェアを専門とする企業や非営利組織が出てきた。このころの主な企業としてはブローダーバンドと Learning Company があり、非営利の教育ソフトウェア開発団体として MECC (Minnesota Educational Computing Consortium) がある。このような企業や団体がパーソナルコンピュータ向けに多数のソフトウェアを開発した。なお、その多くは Apple II 用であった。

### 1990年代
ハードウェアの進化により、1990年代になると教育ソフトウェアも進化していった。グラフィックスとサウンドを多用したマルチメディア型の教育ソフトウェアが増えていった。また、CD-ROMが配布媒体としてよく使われるようになっていった。1990年代後半にはインターネットの発展と共に教育ソフトウェアの新たな配布方式が登場した。パーソナルコンピュータとインターネットの普及と共に、教育ソフトウェア市場も発展していった。最近ではブラックボード社などの仮想学習環境が大学を中心に利用されている。

## 主な種類

### 子供/家庭用学習ソフト
1980年代中ごろ以降、家庭での幼児や児童の教育用のソフトウェアが多数リリースされてきた。学校のカリキュラムとリンクしたものも出始めている。家庭用教育ソフトウェアの設計は、コンピュータゲームの概念に強く影響されてきた。つまり、それらは教育的であると同時に楽しめるよう設計されている。教育を目的としたソフトウェアとゲームに比重を置いたソフトウェア（後述）は似ているが異なる。
以下に主な製品やベンダーを挙げる。
- GCompris - Linux上のフリーソフトウェア。日本語版はない。
- 小学館 ドラネットキッズ/ドラネットシリーズ
- エレクトロニック・アーツ First PC、KIDS BOX
- ランドポート スモッカシリーズ
- インターチャネル・ホロン ディズニーやサンリオのキャラクターをベースとしたシリーズ
- 学習研究社
- タオ「天神」
- がくげい

### コースウェア
コースウェア (courseware) とは、元々は教師のための追加教材、あるいは学生向けチュートリアルであり、コンピュータ上で使うようパッケージ化されている。用語の意味は拡大され、科目（課程）全体を指すこともあるし、オンラインで参照する追加教材全般を指すこともある。企業は、ある科目（課程）向けの学習教材、テスト、その他をパッケージ化したものをコースウェアとして販売している。その実際の形態は様々で、Web形式でオンラインでしかアクセスできないものもあれば、PDFその他の文書ファイルとしてダウンロードできるものもある。eラーニングの多くの形式は現在、コースウェアと混合している。アメリカ合衆国では、従来特別な学校でのみ使われていたパーソナライゼーション技術に基づくコースウェアを一般向けに販売する SCORE! Educational Centers が1992年に設立されている。
他に、大学などの高等教育機関の講義内容や関連情報を公開するオープンコースウェアもある。

### 授業支援
教育ソフトウェアには、学校での授業で使うよう設計されたものもある。通常、教室の前に置いた大きめのホワイトボードに投影し、場合によっては教室内のネットワークで各デスクトップコンピュータ上で同時に表示する。このようなソフトウェアを classroom management software などと呼ぶ。家庭用ソフトウェアほどブランドが強くないカテゴリである。様々なベンダーが専門化した様々な製品を開発している。教育方面の出版社による開発も多い。
- The schoolzone.co.uk Guide to Digital Resources, 5th ed. (2005) - イギリスの学校では、eLC というIT予算があり、それをどう使うべきかというガイド。約500の推奨ソフトが分野別に紹介されている。

### エデュテイメント
エデュテイメントとは、大まかに言えばコンピュータゲームと教育ソフトウェアを1つの製品にまとめたものである。より厳密に言えば、娯楽としての側面が第一で、教育的面も併せ持っているといった方がよく、教育的側面を売りにしていると言える。そのため、学校の教科とはリンクしておらず、リテラシーや計算能力などのコアスキルにも集中しない。

### リファレンスソフト（辞典・事典）
1990年代中ごろから、辞典や百科事典を出版している出版社が、それをコンピュータ上で使える教育ソフトウェアとしてリリースし始めた。これをリファレンスソフトと呼び、ソフトウェア化する作業はマイクロソフトなどの専門企業が行っていることが多い。
初期のリファレンスソフトは既存のコンテンツをCD-ROMに収め、マルチメディアコンテンツ（ビデオや音声）で補うことが多かった。その後、インターネット技術でCD-ROMコンテンツを補うようになり、最近では完全にインターネットに移行しているものが多い。
ウィキペディアや関連するウィクショナリーなどは、新たな形態のリファレンスソフトでもある。

### 専用プラットフォーム上の教育ソフトウェア
ベンダーによっては、デスクトップコンピュータは幼児や児童向けの学習ソフトのプラットフォームとしては不適当と考え、より子供向きの専用ハードウェアを開発しているところもある。この場合、ハードウェアとソフトウェアを組み合わせて1つの製品として販売することが多く、子供サイズの小さめのノート型のような形のものが多い。欧米では Leapfrog が有名である。専用のソフトウェアカートリッジしか使えないため、汎用のパーソナルコンピュータやPDAのような汎用性はなく、リテラシーや計算などの教育専用である。

### 学習的側面を持つコンピュータゲーム
元々普通のゲームとして開発されたものでも、何らかの学習的側面を持つものがある。特に様々な社会活動に関するシミュレーションゲームにそのようなものが多い。
以下に例を挙げる。
- シムシティシリーズ（1989年 - 2003年）などの都市構築ゲーム。プレイヤーは都市の運営の社会的側面、経済的側面などを知ることができる。
- シヴィライゼーションシリーズ（1991年 - 2005年）などの国家構築ゲーム。プレイヤーは歴史の政治的側面、経済的側面、軍事的側面などを学ぶことができる。
- レイルロード・タイクーンシリーズ（1990年 - 2003年）やA列車で行こうシリーズ（1985年 -）などの鉄道運営ゲーム。鉄道運営の歴史、技術、経済を知ることができる。

この種のゲームをエデュテイメントと呼ぶかどうかは議論の分かれるところである。

### 企業における教育
大企業での初期の教育ソフトウェアは、パーソナルコンピュータ（あるいは類似のデバイス）でスタンドアロンで動作するものが最初であった。この種のソフトウェアの歴史は SCORM 2004 2nd edition Overview (section 1.3) にあるが、正確な日付がない。技術的には2000年ごろからサーバベースの方式（ダウンロードして実行するか、Webにアクセスして閲覧する）になっていった。経営方針やコンプライアンスなど、全従業員の意識合わせが必要なことを、そのような形式で教育することが多い。最後に確認テストが付いていると、各部門で何人がそのテストにパスしたかが判り、管理しやすいという面がある。

### 特定用途のソフトウェア
教育ソフトウェアには非常に専門化した分野も多い。
- 言語学習ソフトウェア
- タイピング練習ソフトウェア
- 自動車運転試験ソフトウェア
- 人体や動物の解剖シミュレータ[4]
- その他の医療関連シミュレータ
- 対話式幾何学ソフトウェア

## 主な報告書と学術論文
- Dostál, J. Instructional software and computer games - tools of modern education. Journal of Technology and Information Education. 2009, Olomouc, Vydala Univerzita Palackého, Ročník 1, Číslo 1, s. 24 - 28. ISSN 1803-537X (print). ISSN 1803-6805 (on-line).
- Judi Johnson, “Then, Now and Beyond… A Look at the Past 30 Years of Educational Software” in Learning & Leading with Technology Volume 30 Number 7 (2003)
- Warren Buckleitner, “The State Of Children's Software Evaluation--Yesterday, Today And In The 21st Century” in Information Technology in Childhood Education (1999), 211-220
- Virvou, M., Katsionis, G., & Manos, K. (2005). "Combining Software Games with Education: Evaluation of its Educational Effectiveness." Educational Technology & Society, 8 (2), 54-65.
- J. Enrique Hinostrozam & Harvey Mellar, "Considering Pedagogy in the Design, Development and Evaluation of Educational Software" (2000?)
- Said Khalifa, Chris Bloor, Walter Middelton, Chris Jones. “Educational computer software, technical, criteria, and Quality” in Proceedings of the Information Systems Education Conference 2000
- "An Environmental Scan of Children’s Interactive Media from 2000 to 2002" (An executive summary prepared for by Just Kid Inc., June 2002)
- Seels, B. (1989). The instructional design movement in educational technology. Educational Technology, May, 11-15.
- Niemiec, R.P. & Walberg, H.T. (1989). From teaching machines to microcomputers: Some milestones in the history of computer-based instruction. Journal of Research on Computing in Education, 21(3), 263-276.